# یواس‌سی‌اس وندربیلت
یواس‌سی‌اس وندربیلت (به انگلیسی: USCS Vanderbilt) یک کشتی است که طول آن ۴۷٫۶ فوت (۱۴٫۵ متر) می‌باشد. این کشتی در سال ۱۸۴۲ ساخته شد.